# Mulheres Q Dizem Sim
Mulheres Q Dizem Sim foi uma banda musical do Brasil, formada na década de 1990 no Rio de Janeiro. Composta pelos músicos Palito, Domenico Lancelotti, Pedro Sá e Maurício Pacheco. Suas músicas apresentavam elementos de samba-rock, bossa nova, rock alternativo e jazz. Uma notável característica da banda era a interação de guitarras entre Maurício e Pedro, ambas funcionavam como "guitarra solo", recheadas de acordes dissonantes e em ritmos e tempos diferentes de uma da outra, que fora posteriormente usado pelos Los Hermanos. Em todas as músicas era notável a grande presença do uso de diversos compassos de bateria não ortodoxos em uma mesma música, bem comum no bebop, que também era considerado uma das influências da banda.
A banda influenciou toda uma geração de músicos. Em 1994, lançou seu único álbum, homônimo, aclamado universalmente pela crítica, porém pouco conhecido e comentado pelo público nacional , tendo chamado atenção maior, apenas, no Rio de Janeiro. Contudo, suas músicas geralmente aparecem em regravações e, principalmente, são lembrados em entrevistas como influências de artistas como os das bandas Los Hermanos e Do Amor.
Ganharam o já extinto prêmio de melhor democlip, no MTV Video Music Brasil 1996, com a música "Eu Sou Melhor Que Você".

## Discografia
| - Mulheres Q Dizem Sim - 1994 - CEP 20000 - Vol.2 - 1999 |